# Schloss Lützschena

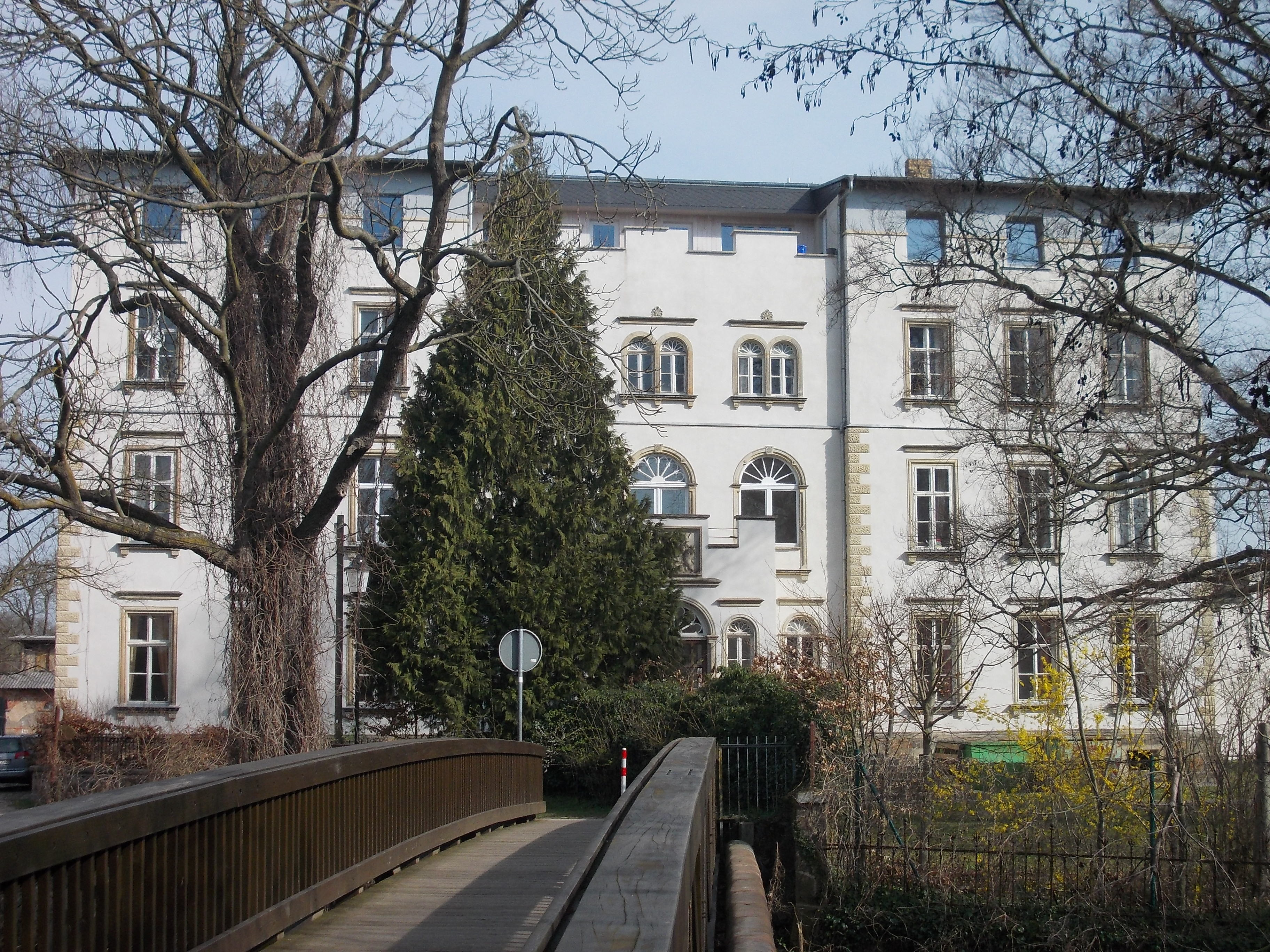
Schloss Lützschena (Gartenseite)

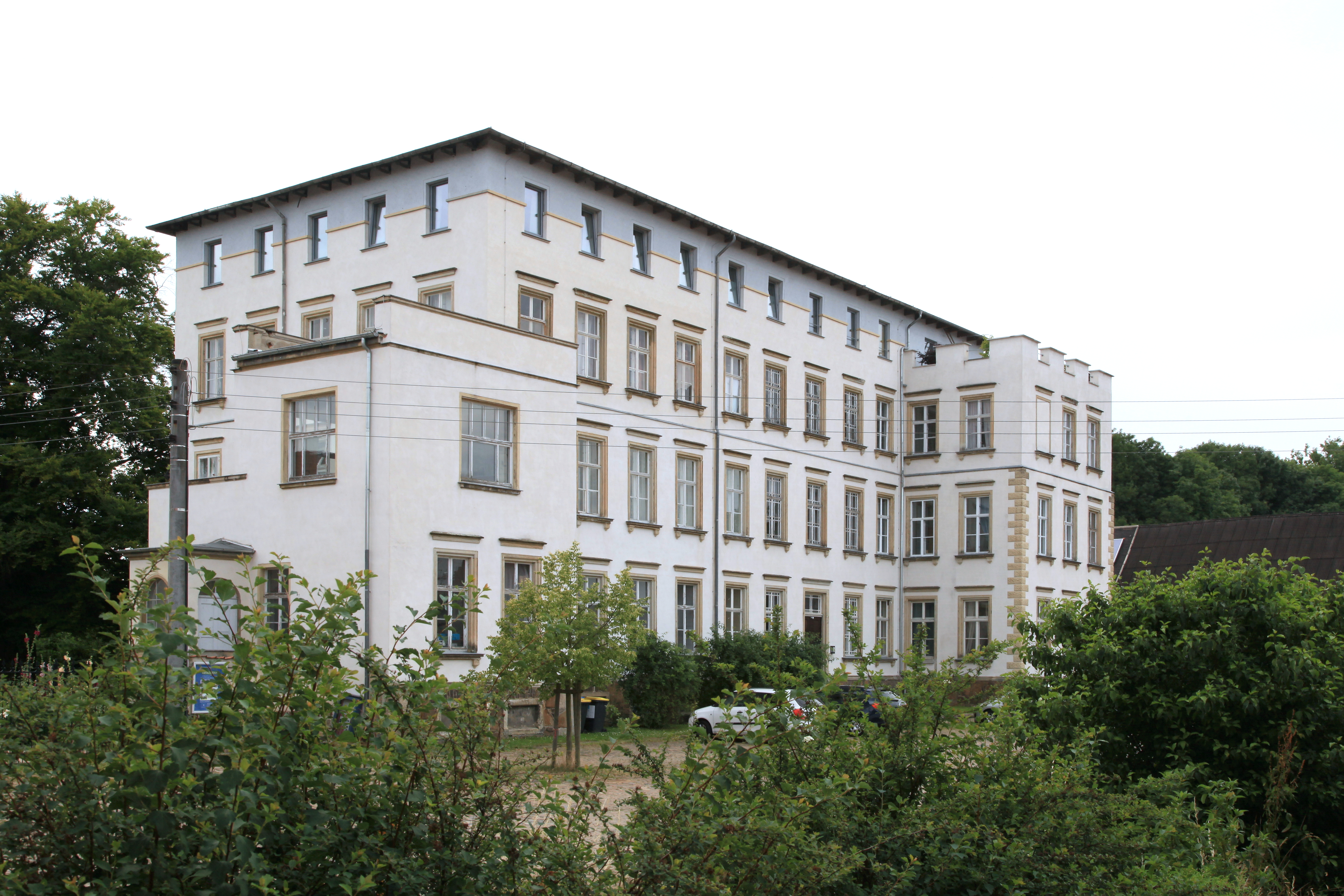
Vorderseite mit aufgesetztem viertem Geschoss. Der ursprüngliche Abschluss durch Zinnen ist nur noch am rechten Vorbau vorhanden.

Das Schloss Lützschena ist ein Herrenhaus im neugotischen Baustil. Es liegt an der Weißen Elster in Lützschena-Stahmeln im Nordwesten von Leipzig. Der angrenzende öffentlich zugängliche Schlosspark ist ein beliebtes Naherholungsgebiet von Leipzig.

## Baugeschichte
Das heutige Gebäude geht auf das Rittergut Lützschena zurück, welches 1278 erstmalig erwähnt wurde. Das Rittergut besaß die Gerichtsbarkeit über Lützschena sowie ganz oder teilweise über Freiroda, Gottenz (Sachsen-Anhalt), Hänichen (bei Schkeuditz), Kleinwiederitzsch, Kritzschene, Modelwitz, Quasnitz, Rabutz und Schkeuditz.
Nach mehrfachen Zerstörungen der alten Bausubstanz entstand in der Barockzeit hier ein kleines Schloss als Herrenhaus des Ritterguts.
1864 ließ Maximilian Speck von Sternburg, das baufällig gewordene Barockschloss abreißen und anschließend durch den heute noch bestehenden neogotischen Schlossbau ersetzen. Der Baustil lehnte sich an den englischen Tudor-Stil an.
Der dreigeschossige Bau hatte ein flaches Dach, weshalb die Zinnen als oberer Abschluss der Mauern deutlich hervortraten. Die Zinnen sind ein  typisches Merkmal des Tudor-Baustils. Durch Ecklisenen ist der Baukörper vertikal gegliedert. Den südlichen Eingangsbereich hat man besonders detailliert gestaltet. Der Mittelteil des Gebäudes ist dort zurückversetzt, wobei der Eingang im Erdgeschoss wieder etwas vorspringt. Die rundbogigen Fenster im Eingangsbereich sind reich verziert und in jedem Geschoss unterschiedlich gestaltet. Über der zweiflügeligen Eingangstür mit Oberlicht wurde das Familienwappen als steinernes Basrelief angebracht.
Im Inneren sind die Eingangshalle im Erdgeschoss sowie die durch aufwendige Holzarbeiten gestaltete Treppe von besonderer Bedeutung.
Bis 1945 blieb das Schloss weitgehend unverändert. Nach der Enteignung der früheren Eigentümer wurde es als landwirtschaftliche Fachschule genutzt. Zur Schaffung zusätzlichen Wohnraums und von Internatsplätzen erfolgte 1956 die Aufstockung um ein viertes Geschoss, wodurch die Zinnen entfernt und ein Flachdach aufgesetzt wurde.
Anschließend stand das Gebäude längere Zeit leer. In dieser Phase kam es zu Bauschäden, unter anderem durch eindringendes Wasser und Bewuchs an der Fassade. Neue Eigentümer, die Herren von Truchsess und von Erffa, sicherten ab 2002 das Gebäude.

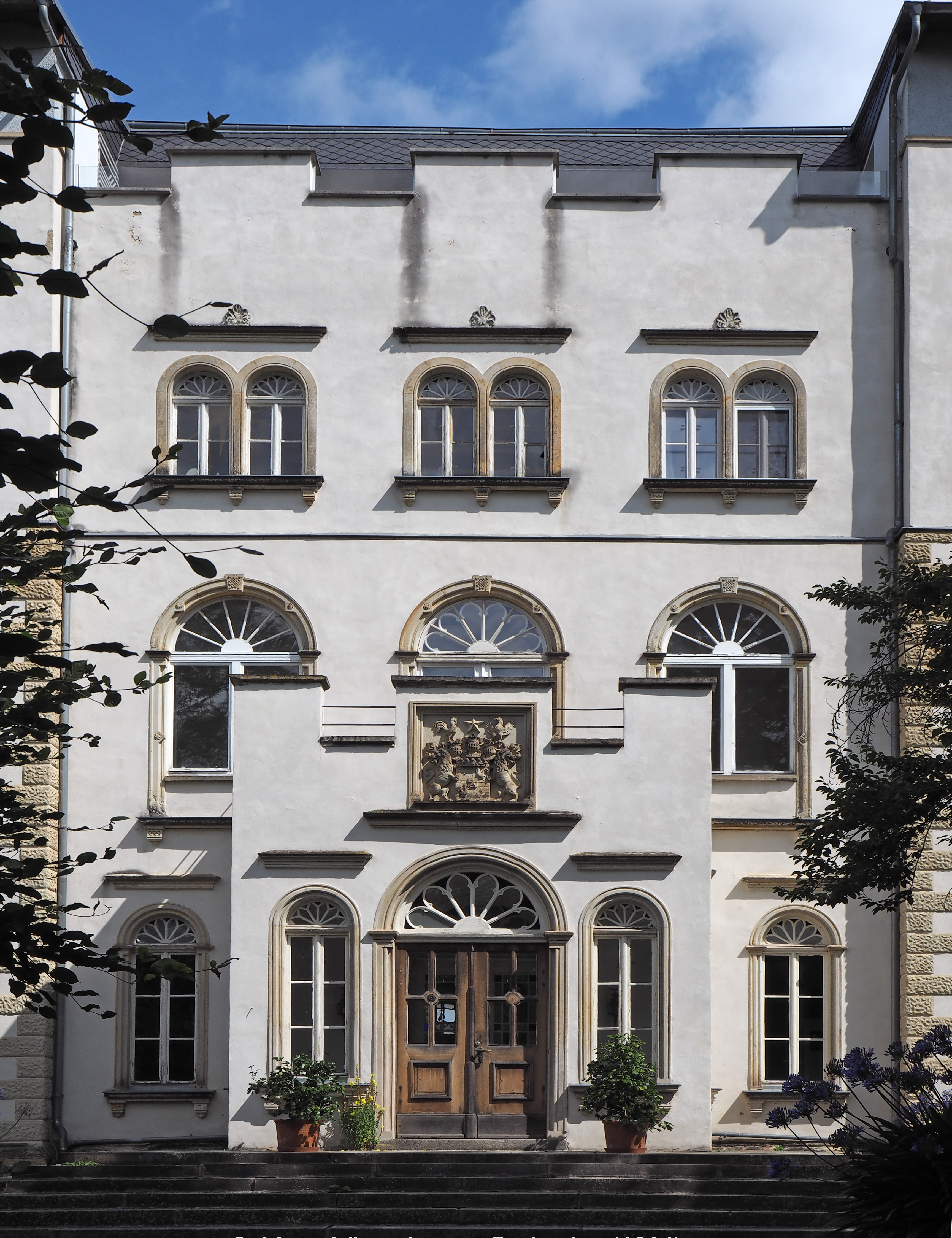
Eingangsseite im Gartenbereich
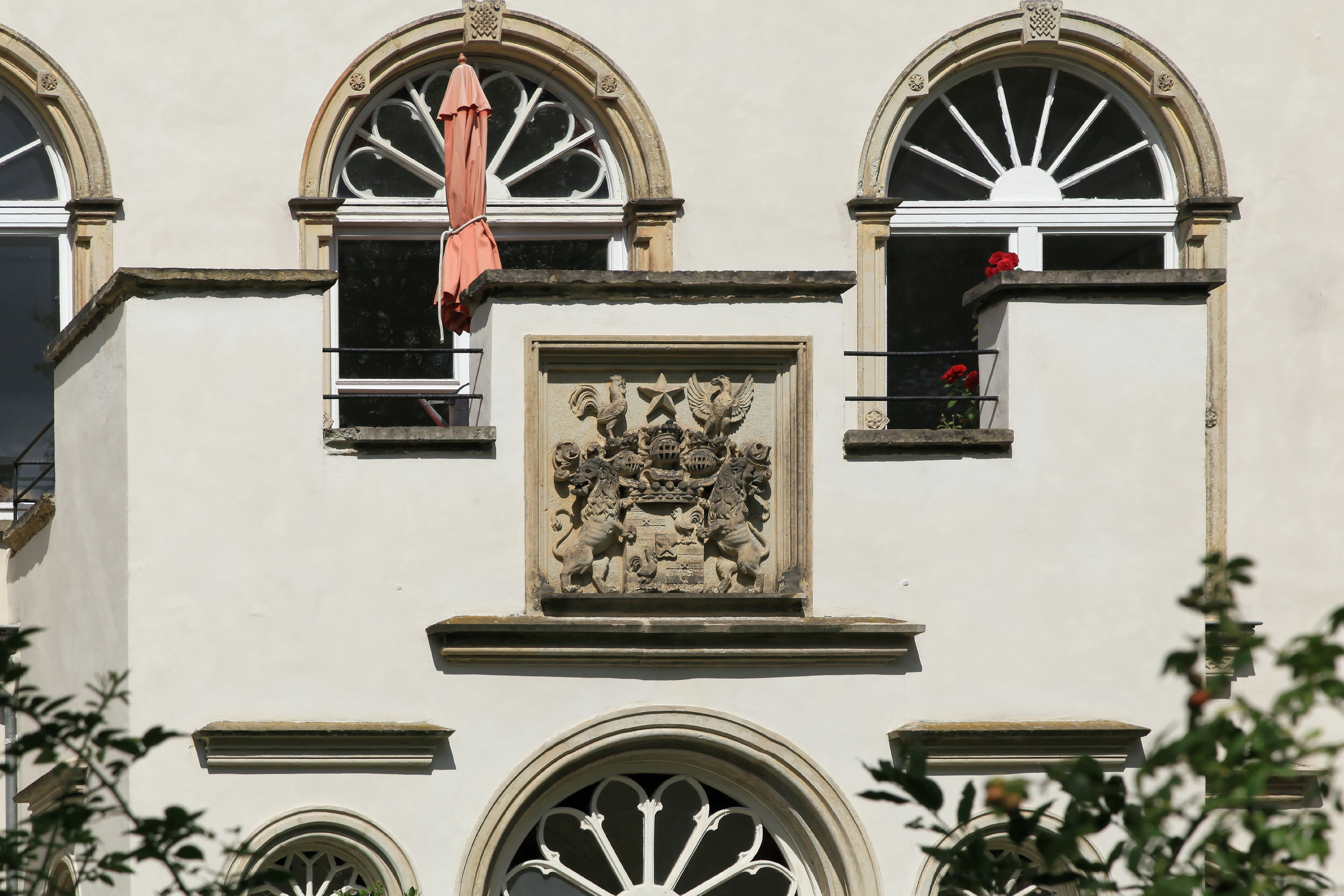
Familienwappen über dem Eingang
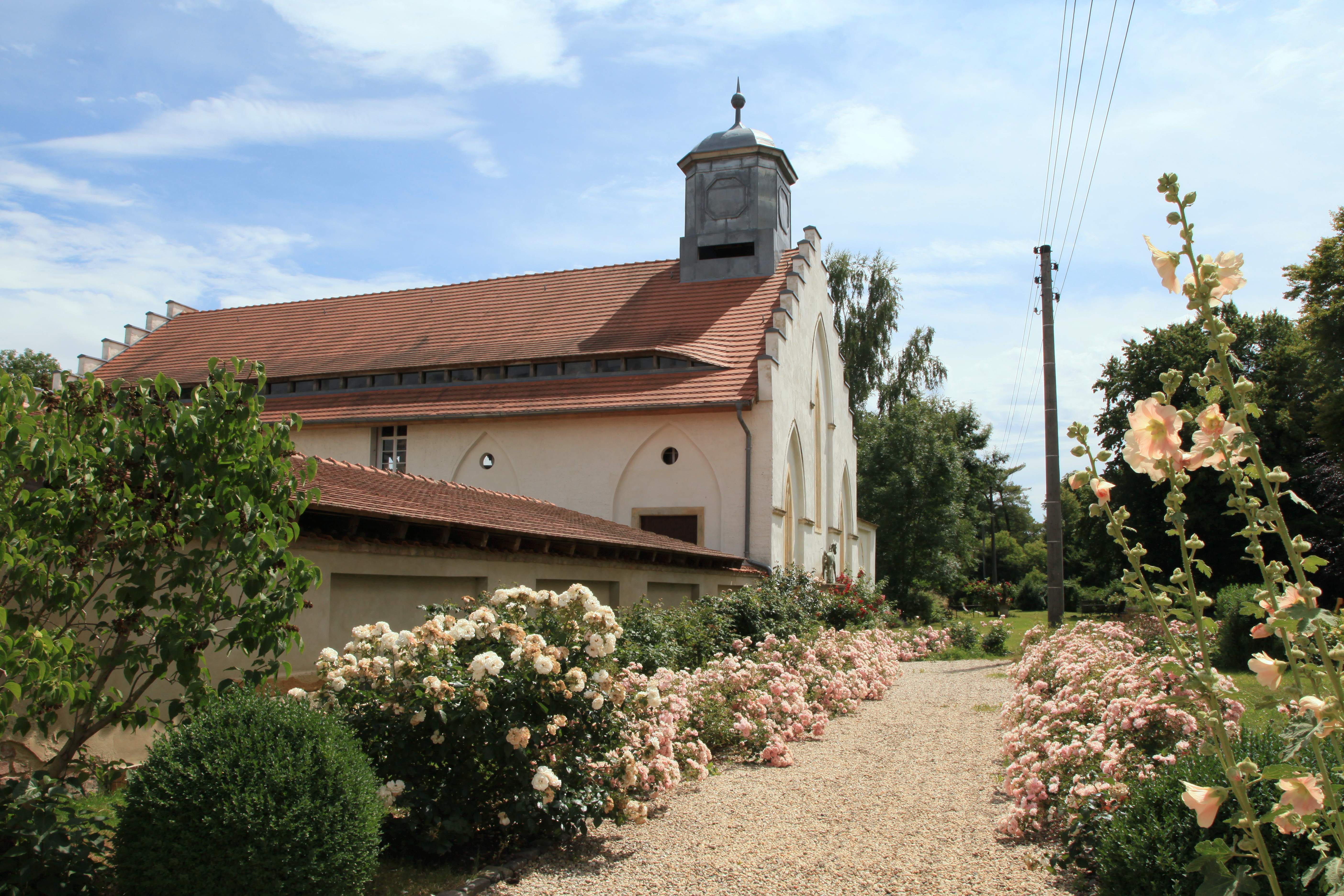
Marstall
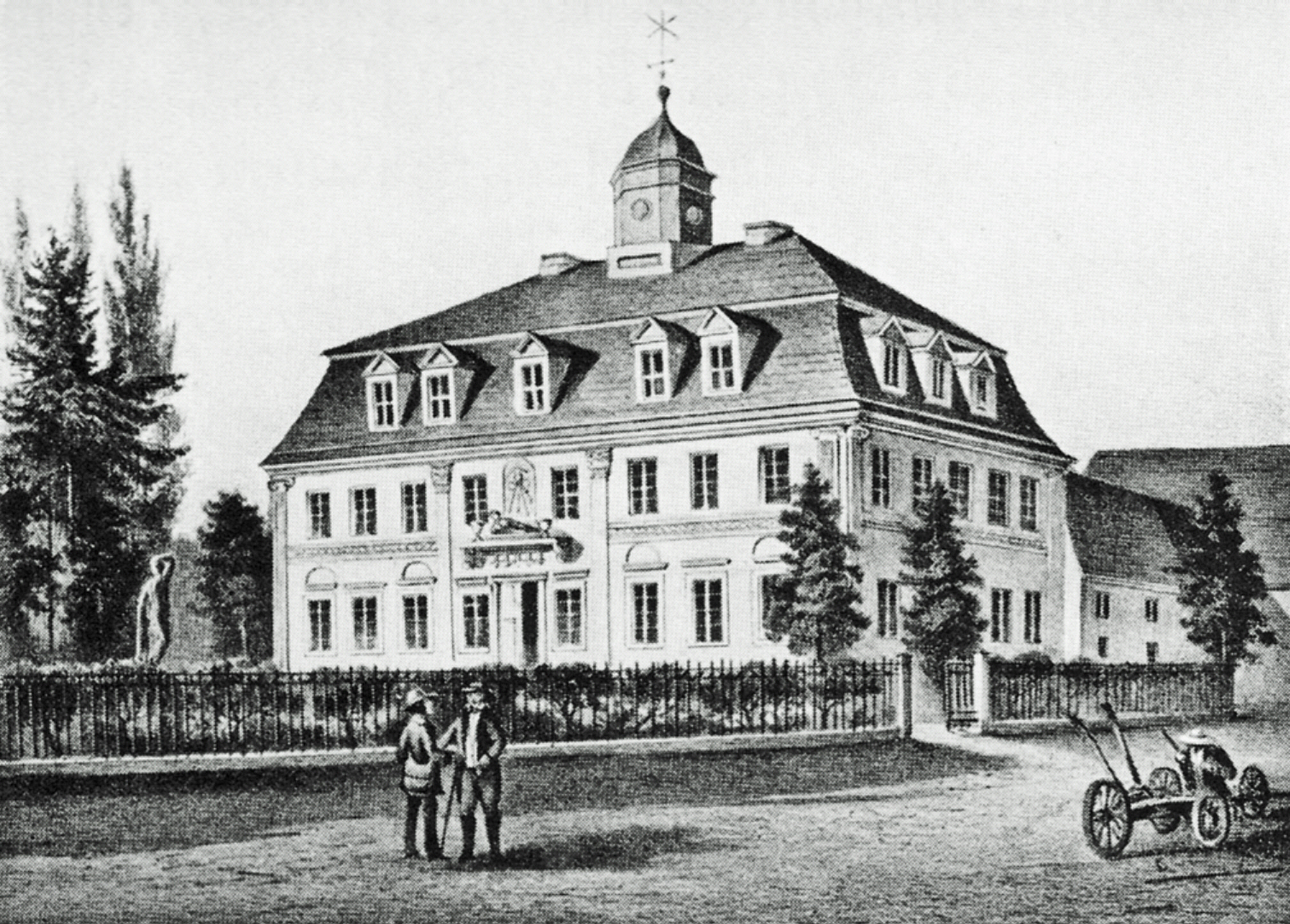
Vorgängerbau: Barockschloss

## Besitzverhältnisse und Nutzung
Der erste bekannte Besitzer des Ritterguts, Lützschena Markgraf Dietrich von Landsberg, verkaufte 1278 das Gut an den Bischof Friedrich von Merseburg. 1404 wurde es von Wilhelm von Üchtritz erworben. Die Familie von Üchtritz hielt den Besitz bis in 18. Jahrhundert. Nach dem Tod von Leberecht Carl Heinrich von Üchtritz im Jahr 1793 erbte seine Tochter Maximiliane Ernestine Sophie von Klengel das Anwesen. 1822 kam es zur Zwangsversteigerung aufgrund der schlechten wirtschaftlichen Lage.

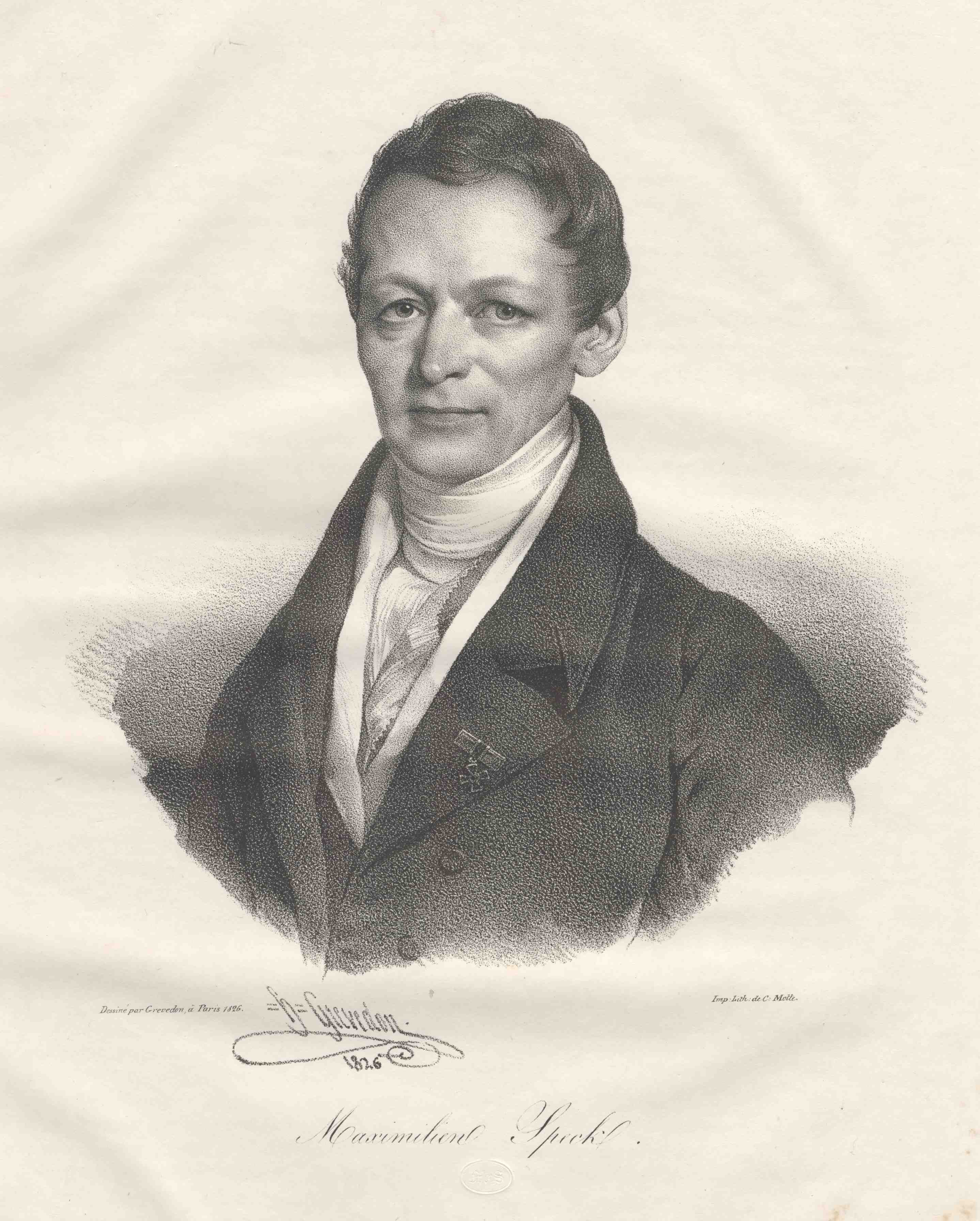
Maximilian Speck von Sternburg

Der Wollhändler Maximilian Speck (1776 – 1856) wurde der neue Besitzer des Guts mit Brauerei und allen Ländereien. 1825 begann der neue Eigentümer den Schlosspark nach englischem Vorbild als Landschaftspark umzugestalten. Nach seiner Adelung 1829 lautete sein Name Maximilian Speck von Sternburg. Er entwickelte Lützschena zu einem Mustergut für Viehzucht (hauptsächlich Schafzucht) und gründete eine landwirtschaftliche Lehranstalt. Die gutseigene Hausbrauerei verlegte und vergrößerte er. Die Brauerei Sternburg wurde später größter Arbeitgeber der Region. Außerdem begründete Maximilian Speck von Sternburg eine bedeutsame Bildersammlung, die im Schloss für Besucher zugänglich war.
Sein Sohn Alexander Maximilian ließ 1864 das alte Schloss abreißen und durch einen Neubau ersetzen. Zudem erweiterte er die Gemäldesammlung seines Vaters, die bis 1945 im Schloss bewahrt wurde.
1945 wurde das Gut durch die Bodenreform enteignet, wobei die Kunstsammlungen ausgelagert wurden. Heute ist die Gemäldesammlung als Dauerleihgabe im Museum der bildenden Künste Leipzig zu sehen.
Das Schlossgebäude nutzte man in der DDR  als landwirtschaftliche Fachschule. Ländereien wurden durch die LPG genutzt. Nach der Wende gehörte das Gut dem Freistaat Sachsen.
Im Jahr 2002 ging es in den Besitz der Herren von Truchsess und von Erffa über. Seitdem wird es gemeinsam mit dem angrenzenden Marstall auch für öffentliche Veranstaltungen wie Kunstausstellungen, Konzerte und Vorträge genutzt.